# The Descendants
The Descendants är en amerikansk dramakomedifilm från 2011 i regi av Alexander Payne med George Clooney i huvudrollen. Filmen är baserad på en bok med samma namn, skriven av Kaui Hart Hemmings.
Filmen hade biopremiär den 18 november 2011 i USA och hade Sverigepremiär den 27 januari 2012.

## Handling
Filmen handlar om Matt King (George Clooney) som tvingas omvärdera sitt liv när hans fru råkar ut för en olycka utanför Waikīkī på Hawaii. Matt måste ta en mer aktiv roll i sina två döttrars uppväxt och besluta om hur han ska göra med den bit land familjen ärvt från Hawaiianska kungligheter och missionärer.

## Rollista
- George Clooney – Matt King
- Shailene Woodley – Alexandra "Alex" King
- Judy Greer – Julie Speer
- Beau Bridges – Hugh
- Nick Krause – Sid
- Amara Miller – Scottie King
- Matthew Lillard – Brian Speer
- Robert Forster – Scott Thorson
- Patricia Hastie – Elizabeth King
- Mary Birdsong – Kai Mitchell
- Rob Huebel – Mark Mitchell
- Milt Kogan – Dr. Johnston
- Laird Hamilton – Troy Cook
- Michael Ontkean – Milo
- Matt Corboy – Ralph
- Celia Kenney - Reina

## Mottagande
Filmen har fått en hel del positiva betyg från filmkritiker. Genomsnittsbetyget på filmen enligt Rotten Tomatoes är runt 90%. Enligt Metacritic är genomsnittsbetyget 84/100 baserat på 43 recensioner.
Filmen har dessutom fått goda betyg från svenska tidskrifter. Som bland annat:
- Aftonbladet - 5/5[9]
- Dagens Nyheter - 4/6[10]
- Expressen - 4/5[11]
- Göteborgs-Posten - 4/5[12]
- Metro - 4/5[13]
- Svenska Dagbladet - 6/6[14]
- Sydsvenskan - 4/5[15]
- Upsala Nya Tidning - 3/5[16]

## Priser
Filmen fick fem Oscarsnomineringar, inklusive för Bästa film, inför Oscarsgalan 2012. På Golden Globe-galan vann den pris som Bästa film - drama och George Clooney belönades för Bästa manliga huvudroll.